# Montagne de Reims

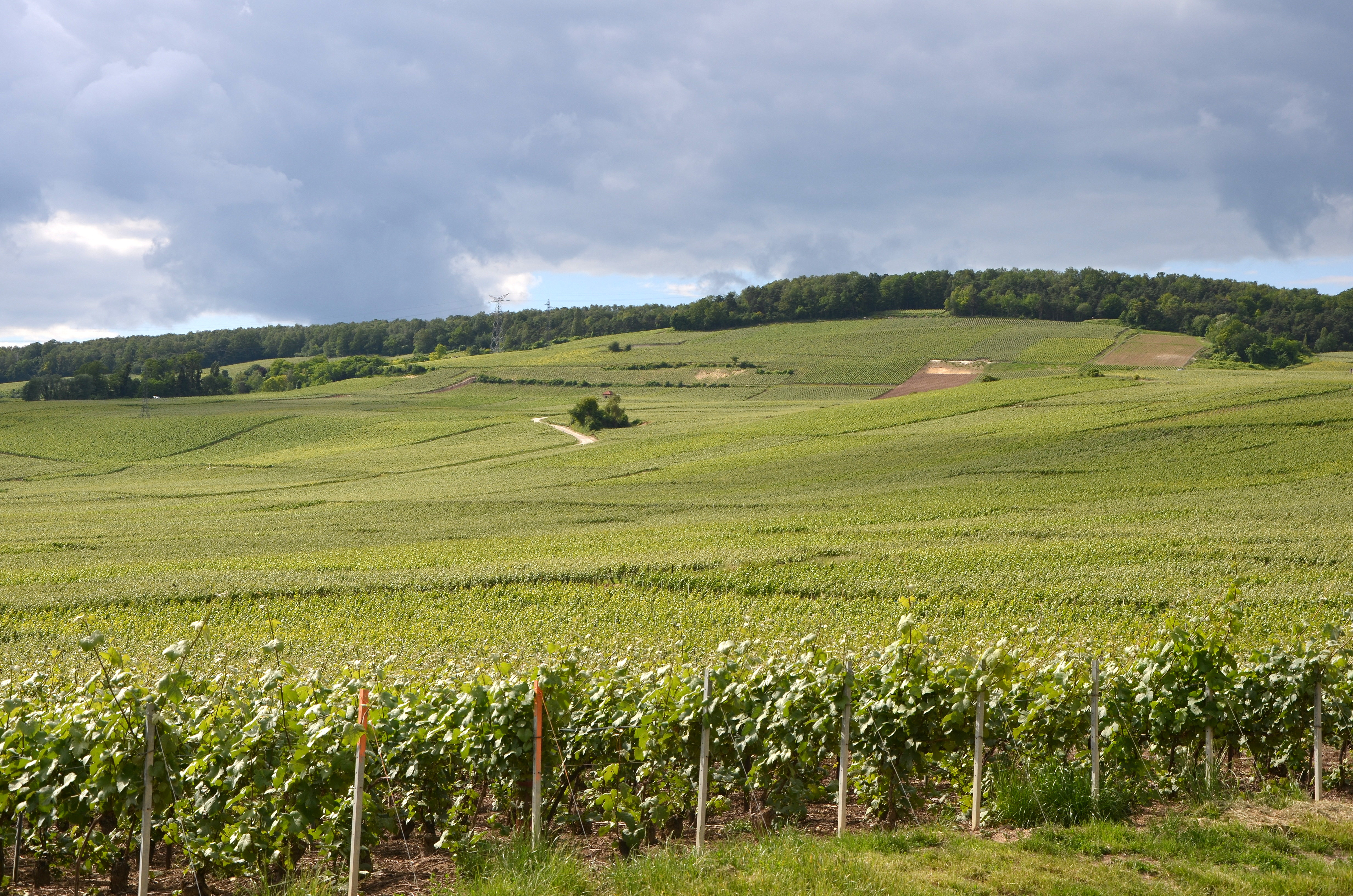
Wijngaarden onder Damery.

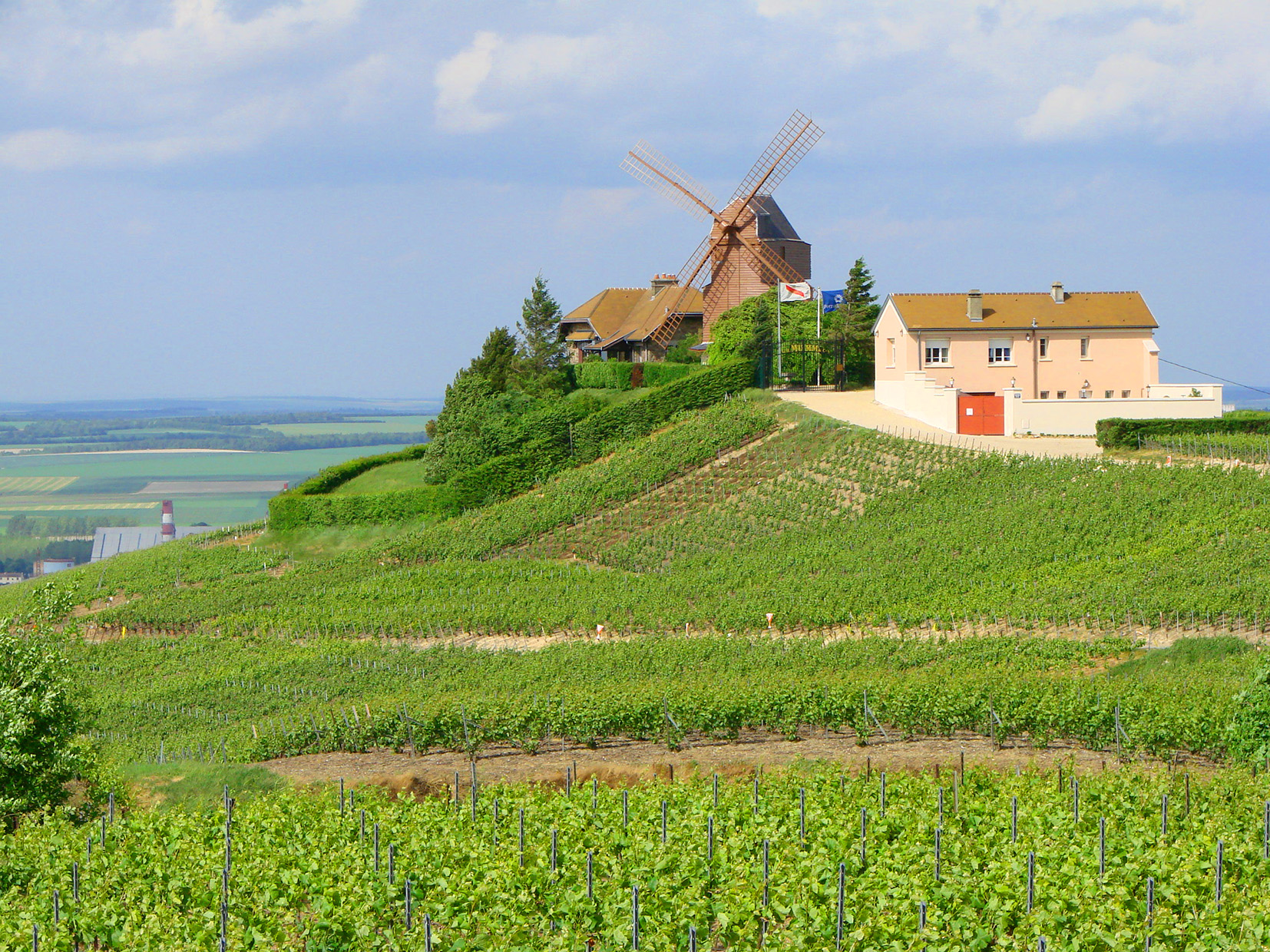
Een oude molen bij Verzenay op de Montagne de Reims.

De Montagne de Reims, ook wel "Grande Montagne de Reims" genoemd, is een heuvel ten zuiden van Reims in Frankrijk. Het is een "Parc Naturel Régional" en is begroeid met graan en met bossen. De bossen zijn rijk aan wild.
Langs de hellingen van de 288 meter hoge "berg" bevinden zich wijngaarden waarop de druiven voor de champagne mogen worden verbouwd. Vaak, maar niet uitsluitend, gaat het om de pinot noir. De op het zuiden gelegen wijngaarden gaan over in die van de Vallei van de Marne.
Geologisch gezien gaat het bij deze heuvel die door de Fransen "berg" wordt genoemd om "craie de belemnites", een 200 meter dikke laag kalksteen en krijt die deel uitmaakt van het bassin van Parijs. De afzettingen zijn gevormd door fossielen van inktvisjes, zee-egels en oesters. De laag humus op deze krijtlaag is dun.
Het hoogteverschil tussen de op 80 meter boven zeeniveau en de top van de "berg" is 200 meter.

## De premiers cru- en grand cru-gemeenten op de Montagne de Reims
- Vrigny
- Coulommes-la-Montagne
- Pargny-les-Reims
- Jouy-les-Reims
- Villedommange
- Sacy
- Écueil
- Chamery
- Sermiers
- Villers-Allerand
- Rilly-la-Montagne
- Chigny-les-Roses
- Ludes
- Mailly-Champagne
- Verzenay
- Verzy
- Villers-Marmery
- Trépail
- Ambonnay
- Louvois
- Tauxières-Mutry
- Bouzy
- Avenay-Val-d'Or
- Mutigny
- Ay
- Dizy
- Cumières
- Hautvillers
- Champillon
- Vaudemange